# Artem Pryma
Artem Andrijowitsch Pryma (ukrainisch Артем Андрійович Прима; * 30. Mai 1987 in Tschernihiw, Ukrainische SSR, UdSSR) ist ein ukrainischer Biathlet.

## Karriere
Artem Pryma nahm 2006 in Langdorf erstmals an Junioren-Europameisterschaften teil und erreichte mit Rang 29 in der Verfolgung sein bestes Resultat. Erfolgreicher verliefen die Junioren-Weltmeisterschaften 2007 in Martell mit fünften Plätzen im Staffelwettbewerb und im Sprint und Rang 20 in der Verfolgung. Bei der Junioren-EM in Bansko gewann er mit der ukrainischen Staffel die Bronzemedaille und wurde zudem 22. des Einzels. Auch 2008 in Nové Město na Moravě gewann er Staffelbronze, wurde 16. im Sprint und 15. der Verfolgung. 
2009 verpasste Pryma bei den Biathlon-Europameisterschaften 2009 in Ufa mit der Staffel als Viertplatzierter eine Medaille knapp, zudem wurde er Fünfter im Einzel, 35. im Sprint und 25. der Verfolgung. Seit der Saison 2009/10 startet der Ukrainer im IBU-Cup. Nachdem er zunächst hintere Plätze erreicht hatte, konnte Pryma in Ridnaun als 36. eines Sprints erste Punkte gewinnen, 2010 wurde er in Altenberg 26. Nur wenig später gab er in Ruhpolding sein Debüt im Biathlon-Weltcup. Mit der Staffel, zu der auch sein Bruder Roman Pryma gehörte, erreichte er den 12., im Sprint den 41. Platz. Damit verpasste er seinen ersten Weltcup-Punkt nur um einen Rang. Die ersten Punkte gewann er wenig später als 25. des Einzels bei seiner ersten Teilnahme an den Biathlon-Weltmeisterschaften 2011 in Chanty-Mansijsk. Bei der nächsten Weltmeisterschaft in Ruhpolding kam Pryma schon in vier Rennen zum Einsatz, beste Ergebnisse waren ein 24. Platz im Einzel und Rang acht mit der Staffel. Sein bislang bestes Resultat im Weltcup erreichte der Ukrainer im Januar 2014 in Oberhof, wo er als Fünfter des Sprints erstmals unter die besten Zehn laufen konnte.

## Statistiken

### Weltcupplatzierungen
Die Tabelle zeigt alle Platzierungen (je nach Austragungsjahr einschließlich Olympische Spiele und Weltmeisterschaften).
- 1.–3. Platz: Anzahl der Podiumsplatzierungen
- Top 10: Anzahl der Platzierungen unter den ersten zehn (einschließlich Podium)
- Punkteränge: Anzahl der Platzierungen innerhalb der Punkteränge (einschließlich Podium und Top 10)
- Starts: Anzahl gelaufener Rennen in der jeweiligen Disziplin

| Platzierung                    | Einzel | Sprint | Verfolgung | Massenstart | Staffel | Gesamt |
| ------------------------------ | ------ | ------ | ---------- | ----------- | ------- | ------ |
| 1. Platz                       |        |        |            |             |         |        |
| 2. Platz                       |        |        |            |             | 2       | 2      |
| 3. Platz                       |        |        |            |             |         |        |
| Top 10                         | 1      | 3      | 4          |             | 49      | 57     |
| Punkteränge                    | 16     | 50     | 39         | 11          | 65      | 181    |
| Starts                         | 26     | 86     | 59         | 11          | 68      | 250    |
| Stand: nach der Saison 2022/23 |        |        |            |             |         |        |

### Olympische Winterspiele
Ergebnisse bei Olympischen Winterspielen:
|                                             | Einzelwettbewerbe | Einzelwettbewerbe | Einzelwettbewerbe | Einzelwettbewerbe | Staffelwettbewerbe | Staffelwettbewerbe |
| Sprint                                      | Verfolgung        | Einzel            | Massenstart       | Herrenstaffel     | Mixedstaffel       |                    |
| ------------------------------------------- | ----------------- | ----------------- | ----------------- | ----------------- | ------------------ | ------------------ |
| Olympische Winterspiele 2014 \| Sotschi     | 32.               | 44.               | 80.               | –                 | 9.                 | –                  |
| Olympische Winterspiele 2018 \| Pyeongchang | 40.               | 38.               | 46.               | –                 | 9.                 | 7.                 |
| Olympische Winterspiele 2022 \| Peking      | 15.               | 18.               | 37.               | 28.               | 9.                 | 13.                |